# Rang
Rang – miejscowość i gmina we Francji, w regionie Burgundia-Franche-Comté, w departamencie Doubs.
Według danych na rok 1990 gminę zamieszkiwały 474 osoby, a gęstość zaludnienia wynosiła 46 osób/km² (wśród 1786 gmin Franche-Comté Rang plasuje się na 330. miejscu pod względem liczby ludności, natomiast pod względem powierzchni na miejscu 419.).